# Oeverloperpad
Het Oeverloperpad was een lange-afstand-wandelroute langs de Nederlandse kust, van Hoek van Holland tot Leerdam. Het pad is sinds 2011 samen met het voormalige Lingepad onderdeel van het Grote Rivierenpad.
1-1: Friese Woudenpad ·
1-2: Pionierspad ·
1-3: Floris V-pad ·
2: Trekvogelpad ·
3: Marskramerpad ·
4: Maarten van Rossumpad ·
5-1 t/m 5-3:Nederlands Kustpad ·
6: Grote Rivierenpad ·
7: Pelgrimspad ·
8: Zuiderzeepad ·
9: Pieterpad ·
10: Noaberpad ·
11: Grenslandpad ·
12: Overijssels Havezatenpad ·
13:Hertogenpad ·
14: Groot Frieslandpad ·
15: Westerborkpad ·
16: Romeinse Limespad ·
17: Waterliniepad